# Jodia luridago
Jodia luridago là một loài bướm đêm trong họ Noctuidae.